# جایزه دیلان توماس
جایزه دیلان توماس یک جایزه ادبی است که هر سال توسط دانشگاه سوانزی به نویسندگان انگلیسی زبان جوانی که کمتر از ۴۰ سال سن داشته باشند اهدا می‌شود. تا سال ۲۰۱۴ نویسندگانی که برای این جایزه در نظر گرفته می‌شدند باید زیر ۳۰ سال می‌بودند.
این جایزه اولین بار در دهه ۱۹۸۰ اهدا شد و پس از چندین سال به دلیل کمبود اعتبار متوقف شد سپس با حمایت مالی اچ‌پی انترپرایس سرویسز این جایزهٔ ۳۰ هزار پوندی احیا شد و در سال ۲۰۰۶ به راشل ترزیز نویسنده ولزی اهدا شد. این جایزه که به افتخار نویسنده و شاعر ولزی دیلن تامس که در ۳۹ سالگی در گذشت، نامگذاری شده‌است در ابتدا دوسالانه اهدا می‌شد اما در سال ۲۰۱۰ به یک جایزه سالانه تبدیل شد.
در سال ۲۰۲۱ مبلغ این جایزه برای نفر اول ۲۰ هزار پوند و برای آثار لیست کوتاه (حداکثر ۶ اثر) ۵۰۰ پوند در نظر گرفته شد.

## برگزیدگان
در نتیجه تغییر در جدول زمانی، جایزه در سال ۲۰۱۵ اهدا نشد.
| سال  | نویسنده                                             | نام اثر                                                                     | منبع   |
| ---- | --------------------------------------------------- | --------------------------------------------------------------------------- | ------ |
| ۲۰۰۶ | راشل ترزیز (به انگلیسی: RACHEL TREZISE)             | سیب‌های تازه (به انگلیسی: FRESH APPLES)                                      | [ ۱۲ ] |
| ۲۰۰۸ | نام لی (به انگلیسی: Nam Le)                         | قایق (به انگلیسی: The Boat)                                                 | [ ۱۳ ] |
| ۲۰۱۰ | الیس فنتون (به انگلیسی: Elyse Fenton)               | بانگ (به انگلیسی: Clamor)                                                   | [ ۱۴ ] |
| ۲۰۱۱ | لوسی کالدول (به انگلیسی: Lucy Caldwell)             | نقطه ملاقات (به انگلیسی: The Meeting Point)                                 | [ ۱۵ ] |
| ۲۰۱۲ | مگی شیپستید (به انگلیسی: Maggie Shipstead)          | آرایش نشیمن (به انگلیسی: Seating Arrangements)                              | [ ۱۶ ] |
| ۲۰۱۳ | کلایر وای واتکینز (به انگلیسی: Claire Vaye Watkins) | زادهٔ جنگ (به انگلیسی: Battleborn)                                           | [ ۱۷ ] |
| ۲۰۱۴ | جاشوا فریس (به انگلیسی: Joshua Ferris)              | دوباره بیدار شدن در زمان مناسب (به انگلیسی: To Rise Again at a Decent Hour) | [ ۱۸ ] |
| ۲۰۱۵ | اهدا نشده                                           | اهدا نشده                                                                   | [ ۱۹ ] |
| ۲۰۱۶ | مکس پورتر (به انگلیسی: Max Porter)                  | غم همراه پروبال (به انگلیسی: Grief is the Thing with Feathers)              | [ ۲۰ ] |
| ۲۰۱۷ | فیونا مک فارلین (به انگلیسی: Fiona McFarlane)       | مکانهای بلند (به انگلیسی: The High Places)                                  | [ ۲۱ ] |
| ۲۰۱۸ | کایو چونگونی (به انگلیسی: Kayo Chingonyi)           | کوموکاندا (به انگلیسی: Kumukanda)                                           | [ ۲۲ ] |
| ۲۰۱۹ | گای گاناراتنه (به انگلیسی: Guy Gunaratne)           | در شهر دیوانه و خشمگین ما (به انگلیسی: In Our Mad and Furious City)         | [ ۲۳ ] |
| ۲۰۲۰ | برایان واشینگتن (به انگلیسی: Bryan Washington)      | زیاد (به انگلیسی: Lot)                                                      | [ ۲۴ ] |